# Иржи Шелингер
Иржи Шелингер (на чешки: Jiří Schelinger) е чешки рок певец и композитор, една от водещите фигури на чешкия рок.

## Биография
Роден е в село Боусов, разположено на самата граница на Чешко-моравските възвишения, близо до Часлав. Баща му Йозеф (1921 – 1995) е концертиращ китарист и преподавател по китара в различни музикални училища в Прага, майка му Милослава (1929 – 2007) е цветарка, а самият той се влюбва рано в музиката, като на младини свири на пиано, а по-късно и на китара. Има брат Милан. Скоро се преместват на улица „Честмирова“ в Прага-Нусле, родното място на баща им Йозеф, където той посещава 91-ва осемгодишна гимназия (на Площада на Чехословашките легионери, сега основно училище в Прага-Нусле, улица „Табор“). Бил е популярен и сред по-големите си съученици, с които създава група по интереси за китара в училище. След това започва да посещава средно професионално училище, но не завършва обучението си като водопроводчик. Докато учи в професионалното училище, след август 1968 г. е арестуван по подозрение в участие в измама и поставен в ареста, където прави опит за демонстративно самоубийство, за да бъде освободен предсрочно. В резултат на това е подложен на психиатричен преглед, в резултат на който получава синя книжка, която го освобождава от служба в армията. След излизането си от болницата в Бохнице става сценичен работник в театъра на Иржи Волкер (сега театър в Длоуха).
Първата му група е Nothing But Nothing, която основава в началното училище в Нусле и в която свири на китара. По-късно свири в бар групата Smaragd на Иво Троян, който го кани да се присъедини към тях. Докато свири в Либерец, той се запознава и с бъдещата си първа съпруга Алена. Бракът обаче се проваля и води до развод. От брака си има дъщеря Андреа.
След това започва работа като китарист и вокалист на блус групата The Happy Five. Групата обаче заминава без Иржи Шелингер на ангажимент във Финландия, затова той приема предложението на Карел Шип и става член на неговата група Faraon. През 1972 г. записва първия си голям хит с групата – песента Holubí dům на композиторите Ярослав Ухлирж и Зденек Сверак, както и няколко други сингъла. През 1973 г. се присъединява към групата на Франтишек Ринго Чех. Според Франтишек Ринго Чех целта на присъединяването е била да се стегне звученето на групата. Заедно записват първия си нов хит Švihák lázeňský, а след това и албума Nemám hlas jako zvon.
През 1975 г. му е забранено да изнася концерти в родния си окръг. Според списък, публикуван в Руде право, през 1977 г. той е подписал декларация срещу хартата.
През 1977 г. записва още един студиен албум с Чех и неговата група, Hrrr na ně..., който е подложен на опасения от цензура. Това е първият хардрок албум в Чехия. През 70-те години на ХХ век сред феновете на Иржи Шелингер се появява слух, че британската група „Блек Сабат“ обмисля да наеме чешкия певец като заместник на Ози Озбърн.
На 13 април 1981 г. Иржи Шелингер отива в Братислава по покана на братиславското студио на Чехословашката телевизия, за да запише на плейбек своя хит Což takhle dát si špenát. При все още неизяснени обстоятелства той скача от Стария мост в Братислава в Дунав. Съществуват няколко теории за причините за случилото се. Срещнал бившата си приятелка и нейния нов приятел във винарна в Братислава и подсилени от алкохола, започнали да разговарят. След като излезли от заведението, към триото се присъединили двама непознати мъже на възраст около 25 години, които разпознали певеца и започнали да го провокират с различни неуместни забележки на площад „Хвиездослав“ в Братислава. След известно време някой от тях небрежно предложил да скочи от моста в Дунав. Почитателката на Шелингер приела това като шега, а вероятно и самият певец. След това група от петима младежи се насочила към Стария мост. В момента, в който групата стигнала до средата на Стария мост, между втория и третия стълб, събитията взели бърз обрат. Единият от двамата непознати мъже се съблякъл по слипове и без да се колебае, скочил в нощната река. Дори Иржи Шелингер не се поколебал. Той подал на почитателя си чантата с документите си и също скочил в Дунав, но облечен. Той трябвало да се спаси, като се хване за буй в реката, Шелингер не го направил.
Твърди се, че трупът му е изваден от водата на 7 май 1981 г. близо до селището Бодики, в кадастъра на село Горни Бар, в значителна степен на разложение. Тъй като не е доказана чужда вина, смъртта му е обявена за нещастен случай. Фактът, че тялото му така и не е идентифицирано от никой от членовете на семейството му или поне от негови познати, кара някои негови фенове да смятат, че той е оцелял при скока и живее някъде в уединение, и да продължават да спекулират.
Според официалния доклад тялото му е погребано в гробището в Олшани, Прага.

### Спекулации за смъртта
Смъртта му така и не е напълно обяснена и е забулена в мистерия. Предполагат се няколко версии. Възможно е да става дума за предумишлено убийство, организирано от Държавна сигурност. Има и предположения, че това може да е бил опит на певеца да емигрира, да живее в уединение или да се е самоубил. Същевременно се спекулира, че тогавашната Служба за обществена сигурност се е опитала бързо да приключи случая и тялото на Иржи Шелингер е обявено за тяло на неизвестен чужденец, за което също се предполага, че е извадено от Дунав. Тази теория се подкрепя и от изявлението на брат му Милан, който години по-късно се сдобива с доклад от аутопсия, описващ тялото на певеца по различен от действителния начин, като за причината за смъртта се посочва сърдечен удар. Самоличността на тялото така и не е установена от нито един член на семейството или близък до Шелингер човек. Заключението, че тялото е на певицата, се основава на зъбната карта.
Брат му, Милан Шелингер, също твърди, че тялото му е намерено на брега на Дунав по-късно в Унгария, където впоследствие е погребан като неизвестен мъж.
Въпреки краткия си живот той се превръща в легенда на чешкия бигбийт. Пеенето му все още е едно от най-характерните в историята на чешкия рок и е смятан за един от най-великите чешки рок певци, а хитовете му са все още популярни.
По случай шестдесетата годишнина от рождението му (и тридесетата годишнина от смъртта му) през март 2011 г. е открит бюст с паметна плоча в къщата му в Прага 4-Нусле, където живее от ранното си детство (Честмирова 266/18).

## Дискография

### Сингълс
- 1973 Holubí dům / René, já a Rudolf (Supraphon)
- 1973 Boty děravý / Dráty pletací (Supraphon)
- 1974 Tak ať / Ať jdou dál (Supraphon)
- 1974 Proč potápěč pláče / Jabloňový list (Supraphon)
- 1975 Sim-sala-bim / Formule (Supraphon, SP)
- 1975 Matko má, nedovol / Co je to mezi námi (Supraphon, SP)
- 1975 Jsem svítání / Já to vím (Supraphon, SP)
- 1975 Dělám hú / Tornádo (Supraphon, SP)
- 1976 Šípková Růženka / Sníh a mráz (Supraphon, SP)
- 1976 Já se mám / Léto s tebou (Supraphon, SP)
- 1976 Trambus / Zpověď (Supraphon, SP)
- 1976 Evženie / Ptají se lidé (Supraphon, SP)
- 1976 Moudrý strýček Véna / Švihák lázeňský (Supraphon, SP)
- 1977 Znáš ten dům / Lidé jako my (Supraphon, SP)
- 1977 Brouk Pytlík / Holka bláhová (Supraphon, SP) другата страна
- 1977 Praví muži zkušení / Tréma (Supraphon, SP)
- 1977 Tvůj první velký kluk jsem já / Jen se pousměj (Supraphon, SP)
- 1977 Což takhle dát si špenát / Závodník (Supraphon, SP)
- 1978 Blues o bolesti / Viva Tonda Mahavišnu (Supraphon, SP)
- 1978 Hop, a je tu lidoop / Kolem mne je lidí (Supraphon, SP)
- 1978 Sloní bugy / Krev neklidná (Supraphon, SP) дуети с Хелена Маршалкова
- 1978 Nám se líbí / Už není pro mě k mání (Supraphon, SP)
- 1980 Jahody mražený / Jsem prý blázen jen (Supraphon, SP)
- 1980 Což to není krásné / Létáme Franta-já, létáme oba dva (Supraphon, SP) дует от другата страна с Чех
- 1980 Lupič Willy / Co dělá Indián (Supraphon, SP) първа страница
- 1981 Alchymista / Sen (Supraphon, SP)
- 1982 Díky za všechno, mámo má / Sestra má mě hýčká (Panton, SP)

### Миниалбум
- 1979 Už mě nelíbej / Znám tisíc důvodů / Tak ahoj, mini / Neskutečná (Panton)
- 1981 Já jsem básník – mistr péra. Písně z TV programů "Zpívá a hovoří F. R. Čech". (Panton)

### Албуми
- 1975 Báječní muži (Supraphon) (заедно с Виктор Содома и групата на Ф. Р. Чех)
- 1975 Ovoce z naší zahrádky (Supraphon) – Албумът няма заглавие, но снимката на корицата му дава това име.
- 1975 Nemám hlas jako zvon (Panton)
- 1976 Schelinger a Rezek se skupinou F. R. Čecha (Panton)
- 1977 Hrrrr na ně (Supraphon)
- 1979 Nám se líbí…, (Supraphon)

### Компилация
- 1990 Holubí dům (Supraphon)
- 1991 Hledám cestu zpátky (Panton)
- 1993 Singly 1972–1978 (Supraphon)
- 1997 Holubí dům (Bonton music) (Rock komplet 1973 – 1976 г.)
- 1998 Lupič Willy (Bonton music) (Rock komplet 1976 – 1980 г.)
- 1999 Švihák lázeňský (Bonton music) (Pop komplet 1972 – 1979 г.)
- 2001 Holubí dům (Areca Multimedia)
- 2002 Jsem svítání (Bonton music) (селекция от неиздавани записи от 1973 – 1981 г.)
- 2003 Jahody mražený (Supraphon) (Най-доброто от 1973 – 1981 г.)
- 2006 Jsem prý blázen jen (Supraphon)
- 2007 Holubí dům (Supraphon, DVD)
- 2011 Čas 51:71:81 (Supraphon)

### Песни в компилации
- 1992 Ringo hitmaker Supraphonu (Supraphon, 11. Dělám hů! (1974), 13. Švihák lázeňský (1976), 14. Což takhle dát si špenát (1977))
- 2003 To byl váš hit – 70. léta (Levné knihy, FR Centrum, 11. Holubí dům)
- 2006 Legendy českého popu 70. léta (Universal Music, 09. René, já a Rudolf)
- 2006 První originální Karaoke (Universal Music, DVD, 02. Holubí dům)
- 2007 40 největších hitů – Karel Svoboda (Universal Music, 18. Což takhle dát si špenát, 11. Hudba radost dává)
- 2007 Hity z českých filmů a pohádek 1+2 (Popron, CD2/02. Což takhle dát si špenát, CD2/19. Hop, a je tu lidoop)
- 2007 Platinum Collection – Karel Svoboda (EMI, 10. Což takhle dát si špenát)

## Други песни
- 1975 Hudba radost dává (от филма Romance za korunu, 1997 г. на касетата Holubí dům)
- 1975 Vyskoč, vstávej, k nám se dej (от филма Romance za korunu, 1999 на касетата Švihák lázeňský)
- 1977 Kde jsi, moje lásko (1999 на касетата Švihák lázeňský)
- 1978 Co se děje (1999 на касетата Švihák lázeňský)

## Изгубени или неиздадени записи
- Kufr (заснет в Бърно, загубен)
- Hej, štartér
- Budu to já (с Йитка Зеленкова и Ладислав Щайдл)
- Sylvia (неиздаден запис)
- Konec, platím útratu (от филма Muž s orlem a slepicí)